# Кохановский, Ян
Ян Кохано́вский (пол. Jan Kochanowski; 1530, Сыцин, Корона Королевства Польского — 22 августа 1584[…], Люблин, Речь Посполитая) — польский поэт эпохи Возрождения, первый великий национальный поэт. Его основные произведения — поэма «Трены», цикл небольших стихотворений «Фрашки», вышедший посмертно сборник «Песни Яна Кохановского».

## Биография

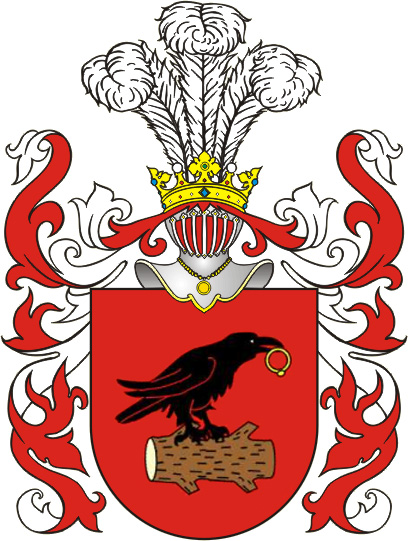
Герб Корвин

Происходил из шляхетской семьи (герба Корвин); отец Пётр Кохановский был судьёй в Сандомеже. Имел одиннадцать братьев и сестёр; двое братьев также занимались литературной деятельностью.
С 1544 учился в Краковской академии, затем Кёнигсбергском (1551—1552) и Падуанском университетах.
В Италии писал небольшие произведения на латыни. В 1555—1556 жил в Кёнигсберге, в 1556—1559 совершил ещё две поездки в Италию. Через Францию и Германию вернулся в Польшу. Жил при дворах вельмож. При содействии канцлера Петра Мышковского был приближен ко двору короля Сигизмунда II Августа и в 1564 был назначен королевским секретарём. После смерти Сигизмунда II Августа был сторонником Генриха Валуа и после его бегства из Польши удалился от двора.
В 1574 обосновался в унаследованном от отца имении Чарноляс, где вёл жизнь помещика. Умер в Люблине, похоронен в Зволене (город неподалёку от Чарноляса). В деревне, где провёл последние десять лет жизни Кохановский, действует музей Яна Кохановского.

## Творчество

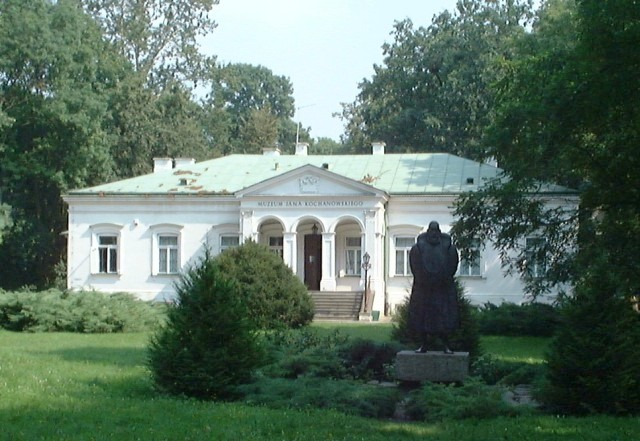
Музей Яна Кохановского в Чернолесье

Ранние произведения (элегии и эпиграммы), собранные и опубликованные в конце жизни в томах «Lyricorum libellus» (1580) и «Elegiarum libri III», писал на латинском языке. К латыни обращался и позднее, когда писал оды и другие стихотворные произведения «на случай».
Большую роль в утверждении родного языка в польской поэзии сыграли его разнообразные в жанровом отношении произведения на польском языке. К ним относятся поэмы «Zgoda» («Согласие», написана в 1562—1563, издана в 1564), «Satyr albo Dziki mąż» («Сатир», 1564), «Proporzec albo Hołd pruski» («Знамя», 1569 издана в 1587) и другие. Для развития литературного языка и стихотворной техники большое значение имели переложения псалмов Давида («Psałterz Dawidów», 1578).
На смерть дочери написал «Treny» («Трены», издана 1580) — циклическая поэма, состоящая из девятнадцати надгробных плачей. Короткие стихотворения, большей частью шутливого, иногда фривольного и морализаторско-философского содержания, вошли в собрание «Фрашки» (кн. 1—3, изданы 1584).
Писавшиеся после 1570 лирические стихотворения вошли в посмертно вышедший сборник «Pieśni Jana Kochanowskiego. Księgi dwoje» («Песни»; книги 1—2, изданы 1585—1586). Часть включена в раздел «Pieśni kilka» в томе «Fragmenta albo Pozostałe pisma» (1590).
Автор героикомической поэмы «Szachy» («Шахматы», издана 1564 или 1565), трагедии «Odprawa posłów greckich» («Прием греческих послов», 1578).
На стихи Кохановского польский композитор Миколай Гомулка написал 150 коротких четырёхголосных псалмов, вошедших в сборник «Мелодии польского псалтыря» (пол. Melodie na psałterz polski, 1580).